# Аномальные морозы в Европе (январь 2017)

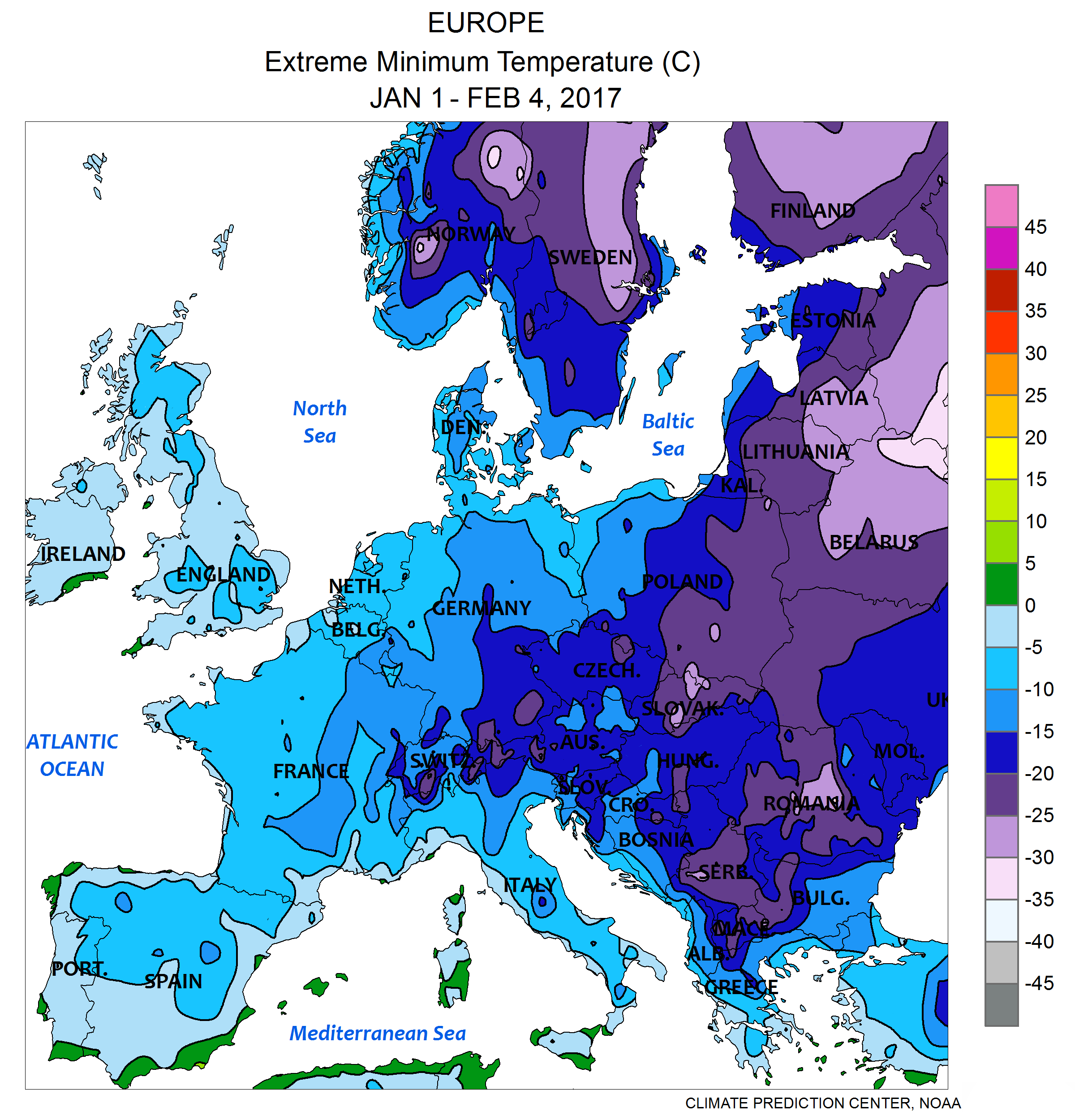
Минимальные температуры карте Европы в период 1 января — 4 февраля 2017 года. Светло-голубой цвет: < 0 ° C, тёмно-фиолетовый: < -20 °C

Аномальные морозы в Европе — период значительно более холодной, чем обычно и снежной погодой, наблюдавшийся на большей части Европы в январе 2017 года. В некоторых районах полёты и услуги доставки были отменены, также были перебои в поставках электроэнергии и другой важной инфраструктуры. Синоптическая ситуация характеризовалась наличием повышенного давления над Западной Европой и сильными ветрами, протянувшимся с северо-востока с Карского и Баренцево морей в сторону Восточной и Южной Европы. 9 января континентальные арктические воздушные массы прошли от Германии через Балканы, достигнув территории Греции и Хорватии. Результатом арктического воздуха, прошедшего через тёплое Адриатическое море, стали снегопады в центральной и южной Италии. По меньшей мере, 61 человек погибли от холодов. Наиболее сильные морозы были в первой декаде января.

## Первая декада месяца
Именно на эту часть месяца пришлись сильнейшие морозы. Ультраполярное вторжение началось примерно 3 января и продолжалось приблизительно неделю. Среднесуточная температура оказалась холоднее нормы для этого времени на 20-25 °C. Более холодной, чем обычно погодой была охвачена большая часть Европы, кроме Британских островов и юга ЕТР. В Афинах отмечались заморозки до −1,5 °C, в Венеции температура понизилась до −7 °C. В Польше температура в горах упала до −30 °C. В Альпийских регионах температура опустилась до −27 °C. Водопад Каската-делле-Марморе в Италии покрылся сосульками, при этом похолодало до −5 °C. На Турцию и балканские страны обрушились снежные бури с северными ветрами. В Стамбуле выпало до 40 сантиметров снега, а в некоторых регионах сугробы достигали метровой высоты. Метели сопровождались небывалыми для этих мест морозами. В скандинавских горах термометр выхолаживался ниже −40 °C. По Украине ударили 20-25 °C, наиболее сильные морозы наблюдались в западных областях страны. Во многих районах ЕТР (кроме упомянутого юга) температура опускалась ниже −30 °C, а северо-восточнее — и ниже −40 °C (например, в Архангельске). В Москве столбик термометра вплотную приблизился к −30 °C, а в Подмосковье — и того ниже. На северо-востоке ЕТР в Окуневом Носу (Коми) температура упала до −50,2 °C, это самое низкое значение в Европе за весь этот период.

### Последствия
В Италии морозы стали причиной гибели 8 человек, 6 из них — бездомных. Из-за ДТП на востоке Франции погибло 4 человека. Гололедица на севере и западе Германии стала причиной различных аварий и травм. В Болгарии двое мужчин из Ирака и женщина из Сомали погибли от холода. В центре страны пассажирский поезд сошел с рельсов, врезавшись в сугроб. Сербские власти запретили движение по рекам на сербском участке Дуная из-за обледенения и метелей. За весь этот период погибло 61 человек.

## Вторая декада января
Хотя по сравнению с первой декадой месяца морозы ослабели в Европе, они были и во второй декаде. В Салониках 8-градусный мороз устойчиво держался несколько суток . В Болгарии ночная температура опускалась до −15..−20 °C. Сильные снегопады накрыли Бельгию, Францию, Германию и Великобританию . Морозы наблюдались во Франции, Румынии, Германии, Албании, Греции, Сербии, Хорватии, Италии и Турции . В Молдове столбик термометра опустился до −11 °C. На юге Украины наблюдались 15-градусные морозы в сочетании с сильными снегопадами. В середине декады морозы спали. Новая волна холодов пришлась на конец декады в так называемые "крещенские морозы". Сильные морозы ударили по Южной и Восточной Европе, впервые за 100 лет на пляжах Средиземного моря выпал снег, температура опустилась до −13 °C. В Сербии, Хорватии, Венгрии покрылся льдом Дунай. В Париже впервые за последние пять лет замерзли фонтаны, сильные снегопады обрушились на Пиренеи . В некоторых регионах температура опускалась до −20 °C. В Италии термометры опустились до −20 °C, а в альпийских регионах и до −30 °C, снегопады обрушились на большую часть страны . На территории Европейской России морозы достигли −30 °C, однако они наблюдались уже в другом месте — в Предуралье.

## Галерея

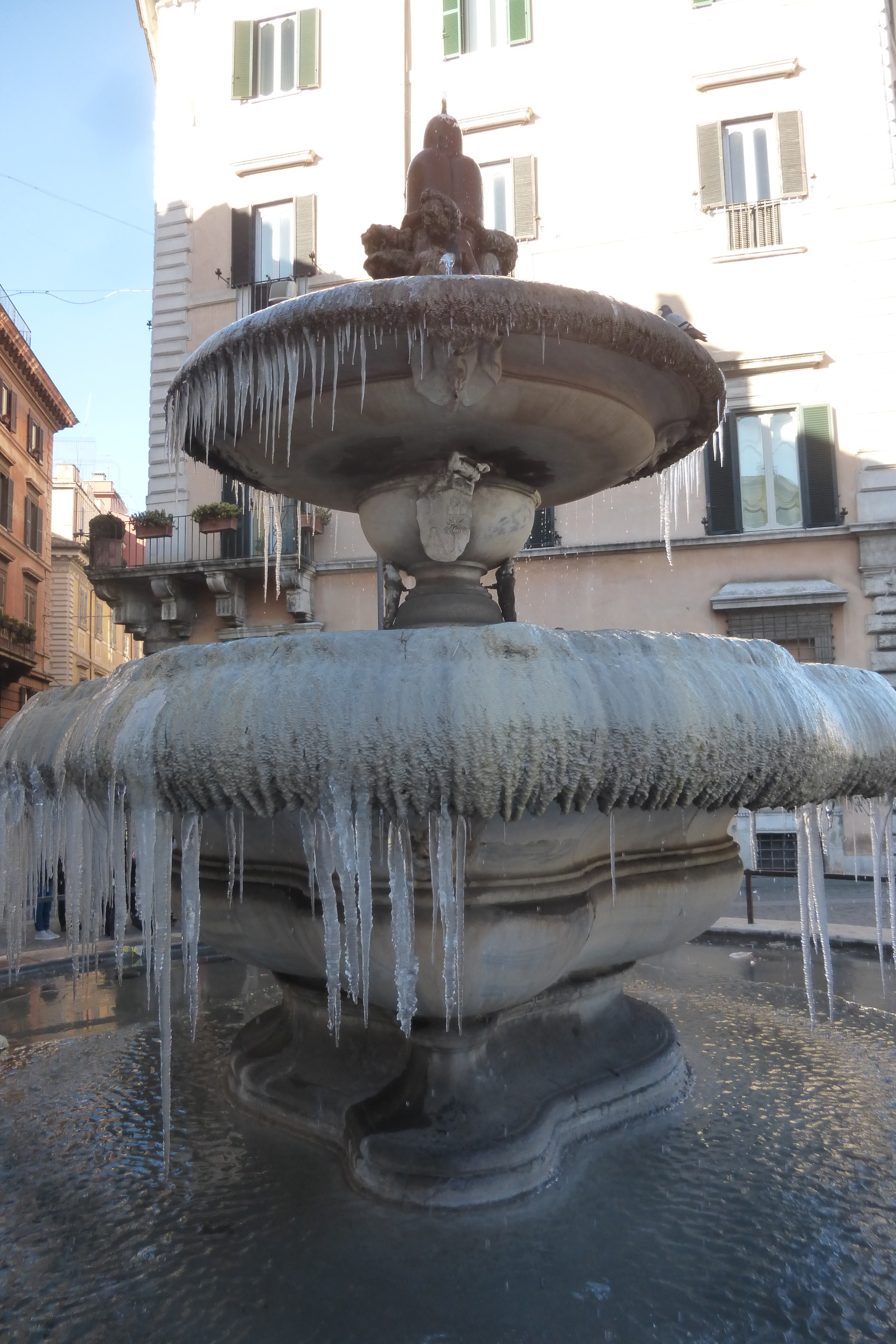
Обледеневший фонтан в Риме. 7 января.
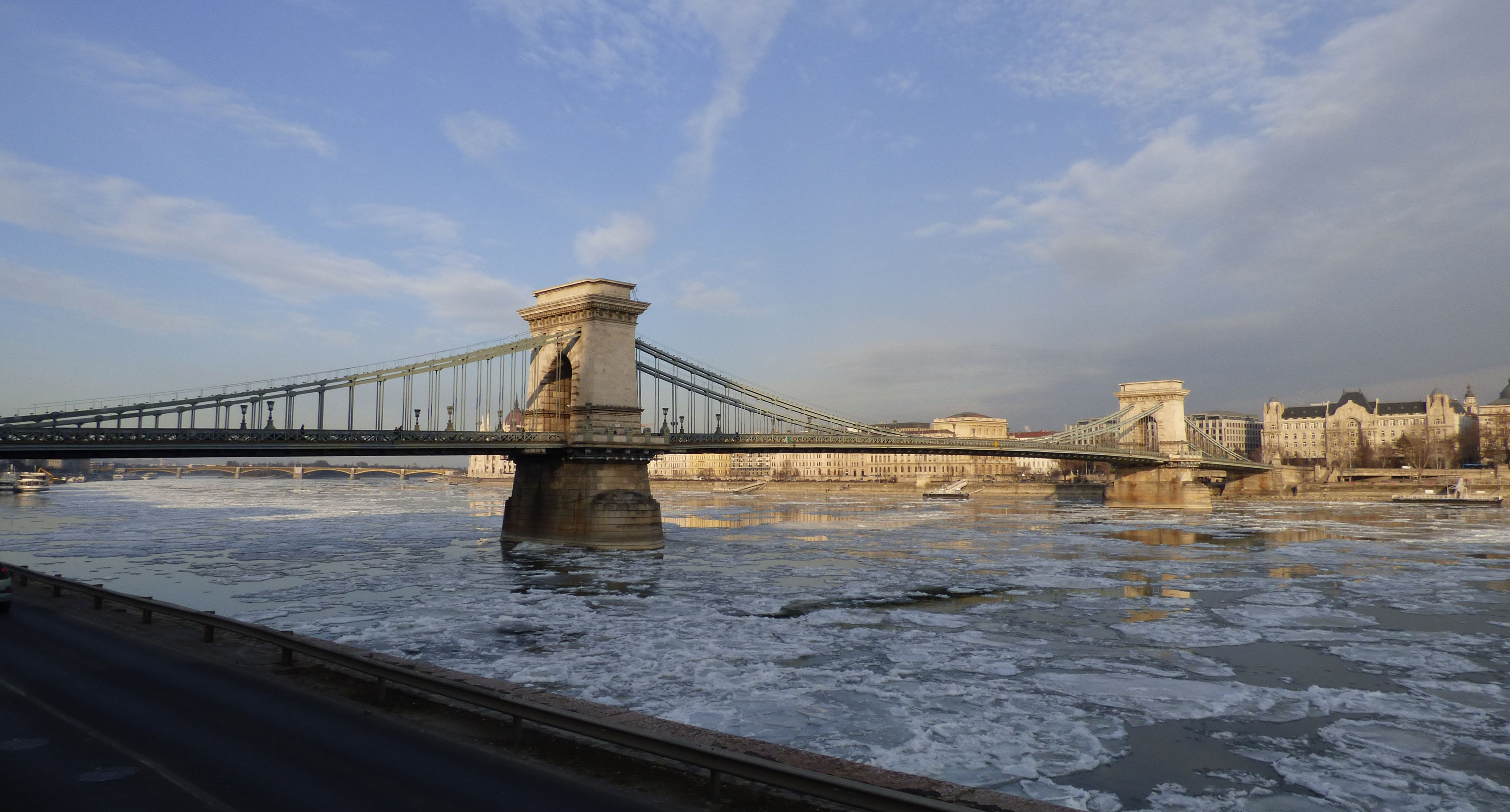
Покрытый льдом Дунай в Будапеште.
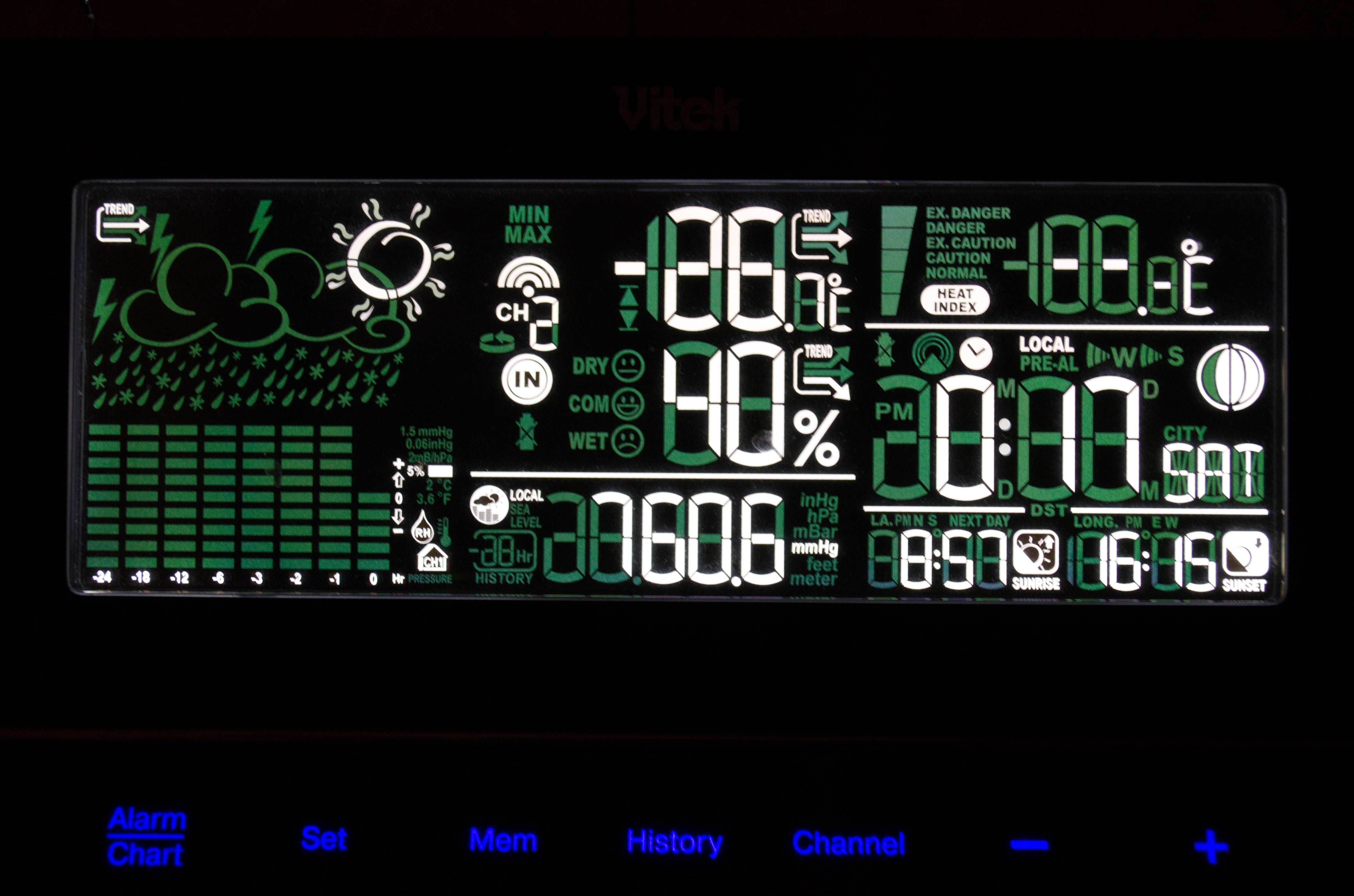
Температура на домашней мини-метеостанции в Москве в ночь с 6 на 7 января 2017 года (−26,7 °C).
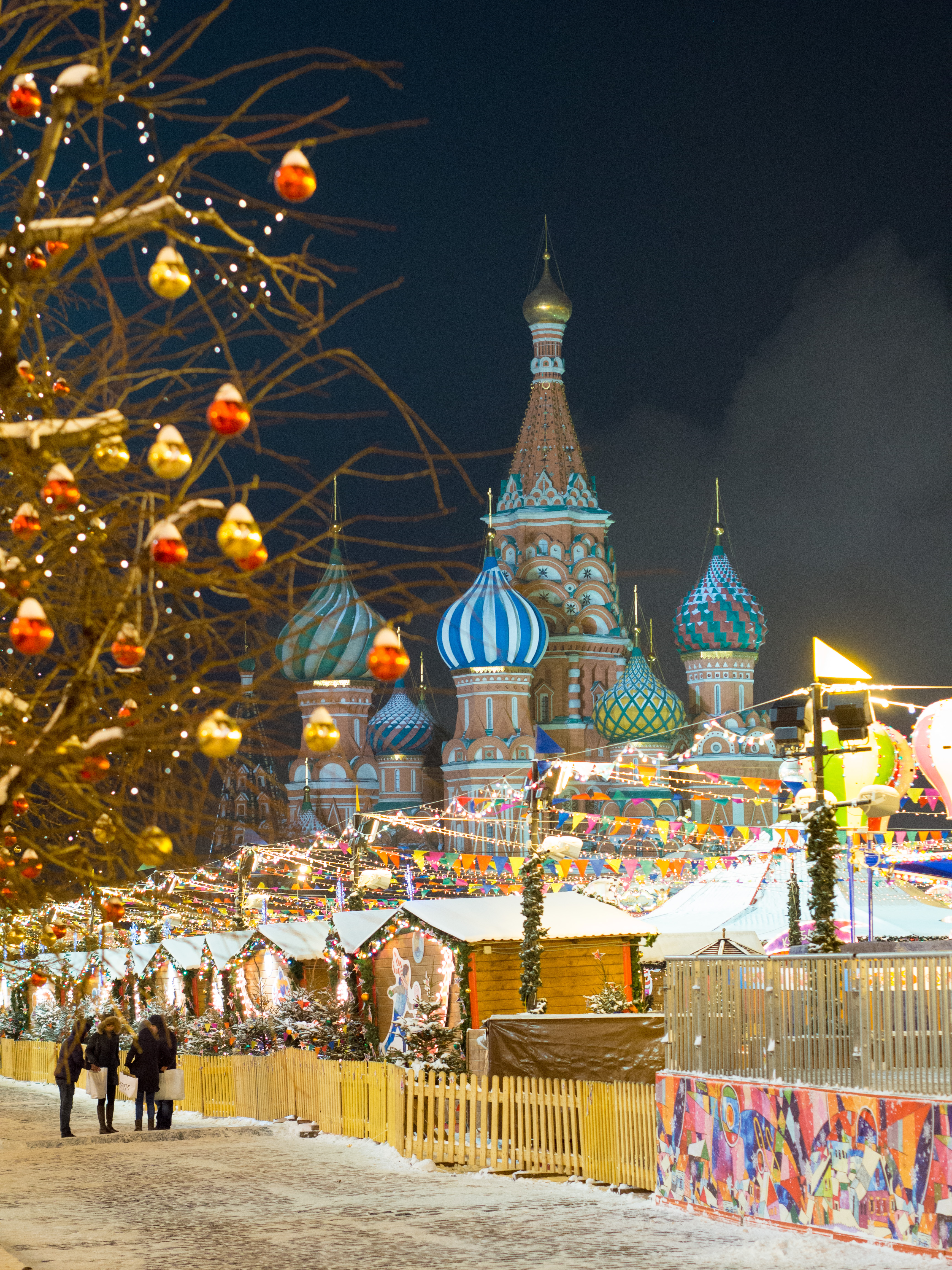
Москва, 8 января, 00:14, −27 °C, ясно.
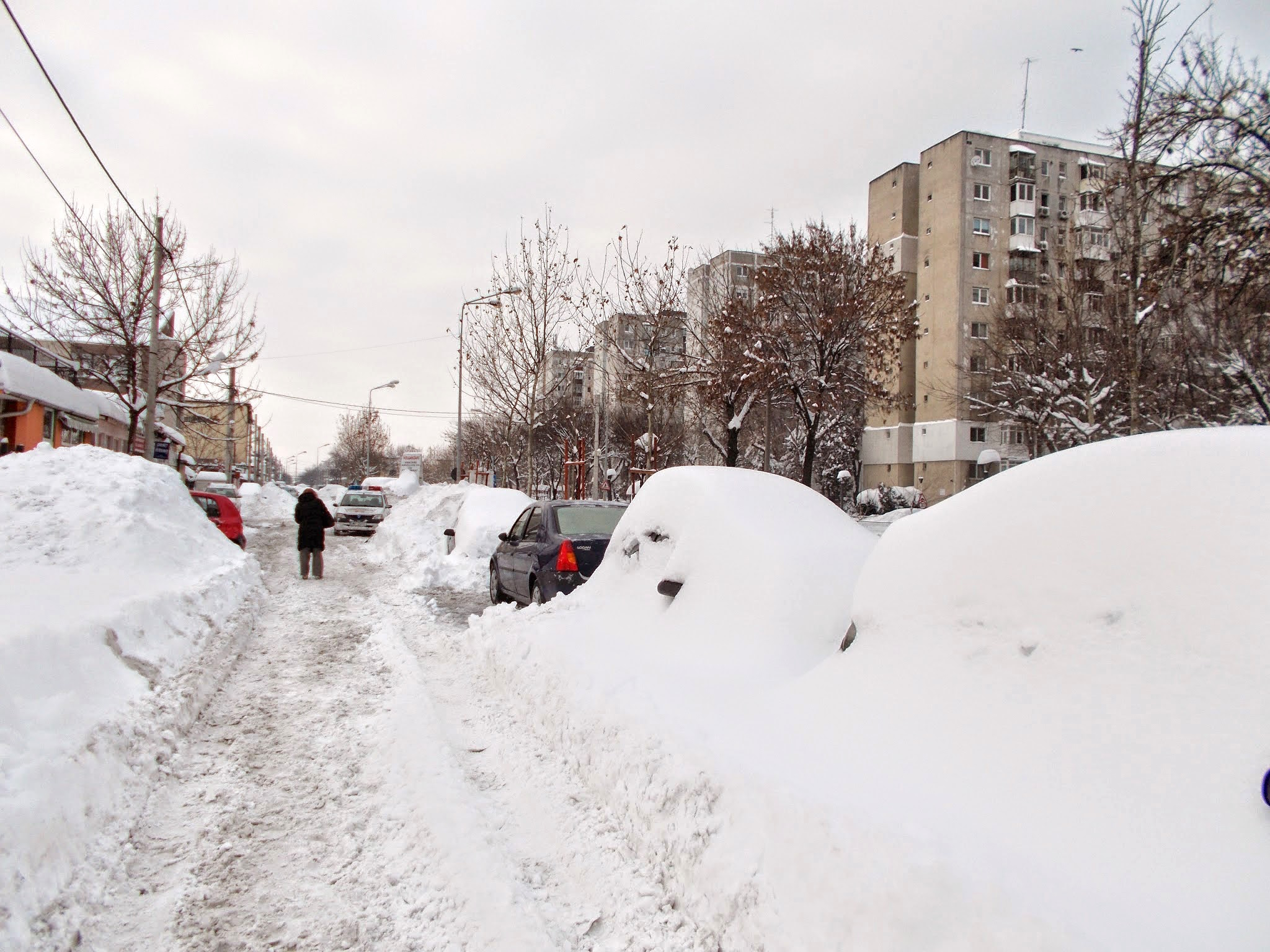
После снегопадов в Бухаресте, 11 января.